# إصبعيات
إصبعيات (الاسم العلمي: Dactyloidae)، فصيلة سحالي من رتبة الحرشفيات وتعرف باسم الأنوليات. أعطانها الأصلية في الأجزاء الأكثر دفئًا من الأمريكتين، تمتد من جنوب شرق الولايات المتحدة إلى باراجواي.